# Stemonitis
Stemonitis es un género distintivo de moho mucilaginoso que se encuentra en todo el mundo (excepto Antártida). Fue descrito por el botánico alemán Johann Gottlieb Gleditsch en 1753. Se estima que hay 18 especies en el género. Se caracterizan por presentar unos esporangios de color café soportados por tallos delgados y altos, que crecen en grupos sobre madera descompuesta. La identificación dentro del género es difícil, y sólo puede realizarse con seguridad con la ayuda del microscopio.